# Archiconchoecetta fabiformis
Archiconchoecetta fabiformis är en kräftdjursart som först beskrevs av Deevey 1978.  Archiconchoecetta fabiformis ingår i släktet Archiconchoecetta och familjen Halocyprididae. Inga underarter finns listade i Catalogue of Life.